# 왜 여자만이 울어야 하나
왜 여자만이 울어야 하나는 1970년 공개된 대한민국의 영화이다.

## 배역
- 신영균
- 문정숙
- 신성일
- 남정임
- 이낙훈